# Bugarski narodni preporod
Bugarski narodni preporod (bug. Българско национално възраждане; Balgarsko nacionalno vazraždane ili samo Възраждане; Vazraždane) naziv je za razdoblje društveno-ekonomskog razvoja i nacionalne integracije bugarskoga naroda u Osmanskom Carstvu. Obično se drži da je započelo knjigom „Slavenobugarska povijest“ (bug. История славянобългарска) što ju je 1762. napisao Pajsije Hilandarski, bugarski monah na brdu Atos, a završilo oslobođenjem Bugarske 1878., nakon Rusko-turskog rata (1877. – 1878.).

## Tijek preporoda
Bugarski narodni preporod obično se dijeli u tri razdoblja. Rano razdoblje trajalo je od 1762. do početka 19. stoljeća, srednje razdoblje od reformi Osmanskoga Carstva 1820-ih do 1850-ih i Krimskoga rata, a kasno razdoblje od Krimskoga rata do oslobođenja Bugarske 1878.
Bugarski povjesničari imali su različita mišljenja o stvarnom datumu početka preporoda. Dok se isprva početak preporoda izjednačavao s početkom drugog razdoblja, kasnije je Marin Drinov ukazao na važnost Pajsijeva djela, dok su poneki povjesničari išli tako daleko da početak preporoda smjeste čak na početak 17. stoljeća.

## Glavne značajke preporoda
Bugarski narodni preporod ostavio je bogatu književnu baštinu, a osobito se ističu književnici Ivan Vazov i Hristo Botev koji su bili glavni inspiratori bugarske borbe za neovisnost i za crkvenu autonomiju od grčke Crkve. Cilj je bio oslobođenje školstva i kulture od grčkoga utjecaja, putem oblikovanja vlastite duhovne i materijalne kulture. To je dovelo i do „Travanjskoga ustanka“ iz travnja i svibnja 1876. protiv osmanske vlasti i konačnog oslobođenja Bugarske dvije godine kasnije.
Značajne promjene unutar bugarskoga društva, sloboda ekonomske inicijative, kao i vjerska sloboda, omogućile su oblikovanje bugarske nacije i njezinih etničkih granica u Meziji, Tračkoj i Makedoniji.